# Gala Day Parade, Yokohama, Japan
Gala Day Parade, Yokohama, Japan è un cortometraggio muto del 1913. Il nome del regista non viene riportato nei credit del film.

## Produzione
Il film fu prodotto dalla Vitagraph Company of America. Venne girato in Giappone, a Yokohama, Kanagawa.

## Distribuzione
Distribuito dalla Vitagraph Company of America, il documentario - un cortometraggio di cento metri - uscì nelle sale cinematografiche statunitensi il 21 aprile 1913. Nelle proiezioni, veniva programmato con il sistema dello split reel, accorpato in un'unica bobina con un altro cortometraggio prodotto dalla Vitagraph, la commedia Mixed Identities.